# 樅野太紀
樅野 太紀（もみの たいき、1974年10月13日 - ）は、岡山県倉敷市出身の放送作家、脚本家。大阪NSC15期生。

## 略歴
倉敷市立福田南中学校、岡山県立倉敷古城池高等学校卒業後、大阪の大学に進学。
1995年から吉本興業でお笑いコンビ「チャイルドマシーン」として、心斎橋筋2丁目劇場・銀座7丁目劇場・ルミネtheよしもとなどで活躍する。その後、2004年12月をもってコンビを解散。現在はテレビ・ラジオ・舞台などの構成を手掛けている。放送作家としての活動初期は「もみの」名義。
2015年、『しくじり先生 俺みたいになるな!!』において、第41回放送文化基金賞・構成作家賞を受賞。
2019年、『〜両親ラブストーリー〜 オヤコイ』において、第45回放送文化基金賞・企画賞を受賞し、自身二度目の受賞となる。
2021年4月25日、中学の後輩であるタレントのまつきりなと共演の渋谷クロスFM「まつきりなと樅野太紀の岡山ぶちあげラジオ」が開始。放送作家になってから初めてMC担当するラジオ番組である。12月26日に番組を終了。

## 主な担当番組

### テレビ
- しくじり先生 俺みたいになるな!!
- ミュージックステーション（テレビ朝日系列）
- ミュージックステーションスーパーライブ（テレビ朝日系列）
- あいつ今何してる?
- 有吉の壁（水島昆名義で担当）
- 新しいカギ（水島昆名義で担当）
- くりぃむナンタラ
- 千鳥のクセがスゴいネタGP
- プレバト!!
- かまいガチ
- 明石家紅白!
- 関ジャム 完全燃SHOW
- わらたまドッカ〜ン（構成・番組キャラクター“たま兄”声担当）
- 〜両親ラブストーリー〜オヤコイ
- まだアプデしてないの?→まだアプデしてないの? presents 『逆転男子』→なにわ男子の逆転男子
- NETAMI

ほか

## 過去の担当番組

### テレビ
- シルシルミシル
- 関ジャニの仕分け∞
- バナナマンの決断までのカウントダウン
- 恋愛総選挙
- お説教アイドル 叱るGENJI
- コンバット
- コンバットII
- 恋するTV すごキュン
- バグルー!!
- 世界一奇妙なクイズシリーズ
  - 世界一キモいクイズ
  - 世界一奇妙なクイズ
- 関ジャニ∞の代打屋
- それゆけ!ダイダマン
- 1億3000万人のとっておき!!実は…大事典
- あらすじで楽しむ世界名作劇場
- FNS27時間テレビ!! みんな笑顔のひょうきん夢列島!!
- 新春かくし芸大会
- はんにゃのこの手があったか!
- 史上空前!! 笑いの祭典 ザ・ドリームマッチ
- ものまねグランプリ
- ショコラ
- ミニミニさまぁ〜ず
- 不可思議探偵団
- しあわせの素
- 東京風～TOKYO WINDS～
- お金がなくても幸せライフ がんばれプアーズ!
- イラッとくる韓国語講座
- できた できた できた
- グリグリくりぃむ
- お願い!ランキング
- 森田一義アワー 笑っていいとも!（フジテレビ系列、木曜日）
- 笑っていいとも!増刊号（フジテレビ系列、日曜日）
- プレミアムコント
- ガムシャラ!
- あるある議事堂
- こんなところにあるあるが。土曜♥あるある晩餐会
- 梅沢富美男のズバッと聞きます!
- テンション上がる会?〜地球のことで熱くなれ!〜
- 有吉弘行のダレトク!?
- イマドキ男子冒険バラエティ 真夜中のプリンス
- 採用!フリップNEWS
- 福岡人志
- ひかくてきファンです!
- なにわ男子と一流姉さん
- 祭りだ!祝いだ!めでてぇ〜メシ
- アウト×デラックス

など

### ラジオ
「まつきりなと樅野太紀の岡山ぶちあげラジオ」(2021年4月25日 - 12月26日 、渋谷クロスFM)

## 舞台（神保町花月）
- 2007/12「8848」脚本
- 2008/04「放課後アゲイン」脚本
- 2008/07「チートマンズ～アニバーサリーにキスをして～」脚本
- 2009/01「ほらね。～彼女が使う魔法のコトバ～」脚本
- 2009/09「暇だったから」脚本

## 舞台（その他）
- 2009/03「放課後アゲイン」（京橋花月）脚本
- 2009/07「ふじやま」劇団ナルペクト（恵比寿エコー劇場）脚本
- 2010/04「トレインとレイン」（京橋花月）脚本
- 2010/08「すいさいど」（やりすぎフェスタ2010劇場版やりすぎ都市伝説）脚本

## 映画
- 2010/08「お墓に泊まろう!」脚本

など。